# Treiso
Treiso är en ort och kommun i provinsen Cuneo i regionen Piemonte i Italien. Kommunen hade 776 invånare (2018).